# 凸体
数学中，在n-维欧氏空间Rn的凸体（英語：Convex body）是一个内部非空的紧凸集。
如果凸体K是关于中心点对称的对称凸体，即对K的任一点x，当且仅当它的有对中心点对称点-x也在凸体K上。显然对称凸体K和Rn空间上单位球在範上一一对应。
凸体的重要的例子是欧几里得球，立方体和交叉多面体。